# エレクトラ (2005年の映画)
『エレクトラ』（Elektra）は、2005年に公開されたアメリカ合衆国とカナダの合作によるスーパーヒーロー映画。監督はロブ・ボウマン、出演はジェニファー・ガーナーとゴラン・ヴィシュニックなど。2003年の映画『デアデビル』のヒロイン役エレクトラを主役に据えたスピンオフ。

## ストーリー
デアデビルと殺し屋ブルズアイとの戦いに巻き込まれて命を失ったエレクトラ。しかしその後、善の組織のリーダーでもある師匠スティックのパワーにより蘇生する。そして彼の指導の下、武術や銃器の必殺法を身につけた最強の暗殺者へ生まれ変わっていた。ある時、エレクトラは自分の少女時代を思い起こさせる、13歳のアビーという謎の少女に出会う。だがエレクトラに新たに課せられた指令は、アビーとその父親マークを抹殺することだった。一方でエレクトラ自身も、悪の組織“ザ・ハンド”から命を狙われていた。彼等はエレクトラとアビーを殺そうと、5人の刺客を放つ。5人はエレクトラの屋敷を急襲し、追い詰めていく。

## キャスト
※括弧内は日本語吹替
- エレクトラ・ナチオス: ジェニファー・ガーナー（岡寛恵） - 一度命を失った女性[2]。
- マーク・ミラー: ゴラン・ヴィシュニック（てらそままさき） - アビーの父親[2]。
- アビー・ミラー: キルステン・プラウト（新谷良子） - 13歳の謎の少女[2]。
- キリギ: ウィル・ユン・リー（内田夕夜） - 黒魔術師[2]。ローシの息子で後継者。
- ローシ: ケイリー＝ヒロユキ・タガワ（麦人） - 武術を駆使する悪の組織「ザ・ハンド」のボス[2]。
- スティック: テレンス・スタンプ（小林清志） - 善の戦士集団「キマグレ」のリーダー[2]。
- タイフォイド: ナターシャ・マルテ - キスをして相手の生気とエネルギーを吸い取る怪女[2]。
- ストーン: ボブ・サップ（朝倉栄介） - 岩のように固い体をもつ大男[2]。
- タトゥー: クリス・アッカーマン - 身体に彫った刺青の猛獣を実体化させて攻撃する男[2]。
- キンコウ: エディソン・T・リベイロ - 人間には不可能なバランス感覚で攻撃を仕掛ける男[2]。
- メイズミ: ヒロ・カナガワ（石住昭彦） - 「ザ・ハンド」の評議員。エレクトラの妨害で任務に失敗して失脚。
- マッケーブ: コリン・カニンガム（松山鷹志） - エレクトラのエージェント。
- デマルコ: ジェイソン・アイザックス ※ノンクレジット（原康義） - エレクトラの暗殺のターゲット。

## 作品の評価
Rotten Tomatoesによれば、批評家の一致した見解は「ジェニファー・ガーナーは真面目に嬉々として役を演じているが、『エレクトラ』の調子っぱずれな脚本はあまりに自己中心的で知的な台詞がないため魅力的なスリルを提供できていない。」であり、166件の評論のうち高評価は11%にあたる18件で、平均点は10点満点中3.8点となっている。
Metacriticによれば、35件の評論のうち、高評価は1件、賛否混在は18件、低評価は16件で、平均点は100点満点中34点となっている。